# Агуахіто
Агуахіто (ісп. El Aguajito) — стародавній вулкан. Розташовується на півострові Каліфорнія, Мексика. Також відомий під назвою Санта-Ана.
Агуахіто — кальдера, заввишки 1300 м. Тягнеться уподовж Каліфорнійської затоки упродовж 10 км. Утворює вулканічну дугу вулканічних куполів, що складаються з андезитів і ріолітів.
Виверження були пов'язані з викидом ігнімбритів на поверхню приблизно 600—700 тис. років тому. Ріолітові куполи утворилися близько 400—500 тис. років тому. Дацитові куполи, які знаходяться на південному краю кальдери древніші. На півдні кальдери розташовані гарячі джерела. Сейсмічність і вулканічна активність в цьому районі не було зафіксовано.

## Ресурси Інтернету
- Вулкан Агуахіто. Global Volcanism Program. Смітсонівський інститут. (англ.)
- Volcano Live — John Search [Архівовано 29 квітня 2012 у Wayback Machine.]
- Mountain-forecast.com [Архівовано 5 березня 2016 у Wayback Machine.]